# Sandway
Sandway – wieś w Anglii, w hrabstwie Kent, w dystrykcie Maidstone. Leży 13 km na wschód od miasta Maidstone i 66 km na południowy wschód od centrum Londynu.